# John E. Grotberg

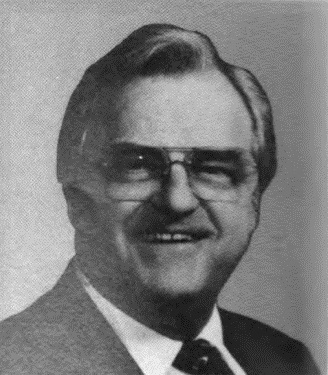
John E. Grotberg (1985)

John E. Grotberg (* 23. März 1925 in Winnebago, Minnesota; † 15. November 1986 in St. Charles, Illinois) war ein US-amerikanischer Politiker. In den Jahren 1985 und 1986 vertrat er den Bundesstaat Illinois im US-Repräsentantenhaus.

## Leben
John Grotberg besuchte die Valley City High School in North Dakota und studierte danach an der University of Chicago sowie anschließend bis 1961 am George Williams College. Danach war er Finanzdirektor bei der YMCA of Metropolitan Chicago. Gleichzeitig schlug er als Mitglied der Republikanischen Partei eine politische Laufbahn ein. Zwischen 1973 und 1977 war er Abgeordneter im Repräsentantenhaus von Illinois; von 1977 bis 1985 gehörte er dem Staatssenat an.
Bei den Kongresswahlen des Jahres 1984 wurde Grotberg im 14. Wahlbezirk von Illinois in das US-Repräsentantenhaus in Washington, D.C. gewählt, wo er am 3. Januar 1985 die Nachfolge des zurückgetretenen Tom Corcoran antrat. Er konnte sein Mandat bis zu seinem Tod am 15. November 1986 ausüben. John Grotberg starb an den Folgen einer Krebserkrankung und wurde auf dem Union Cemetery in St. Charles beigesetzt.